# 林元榮

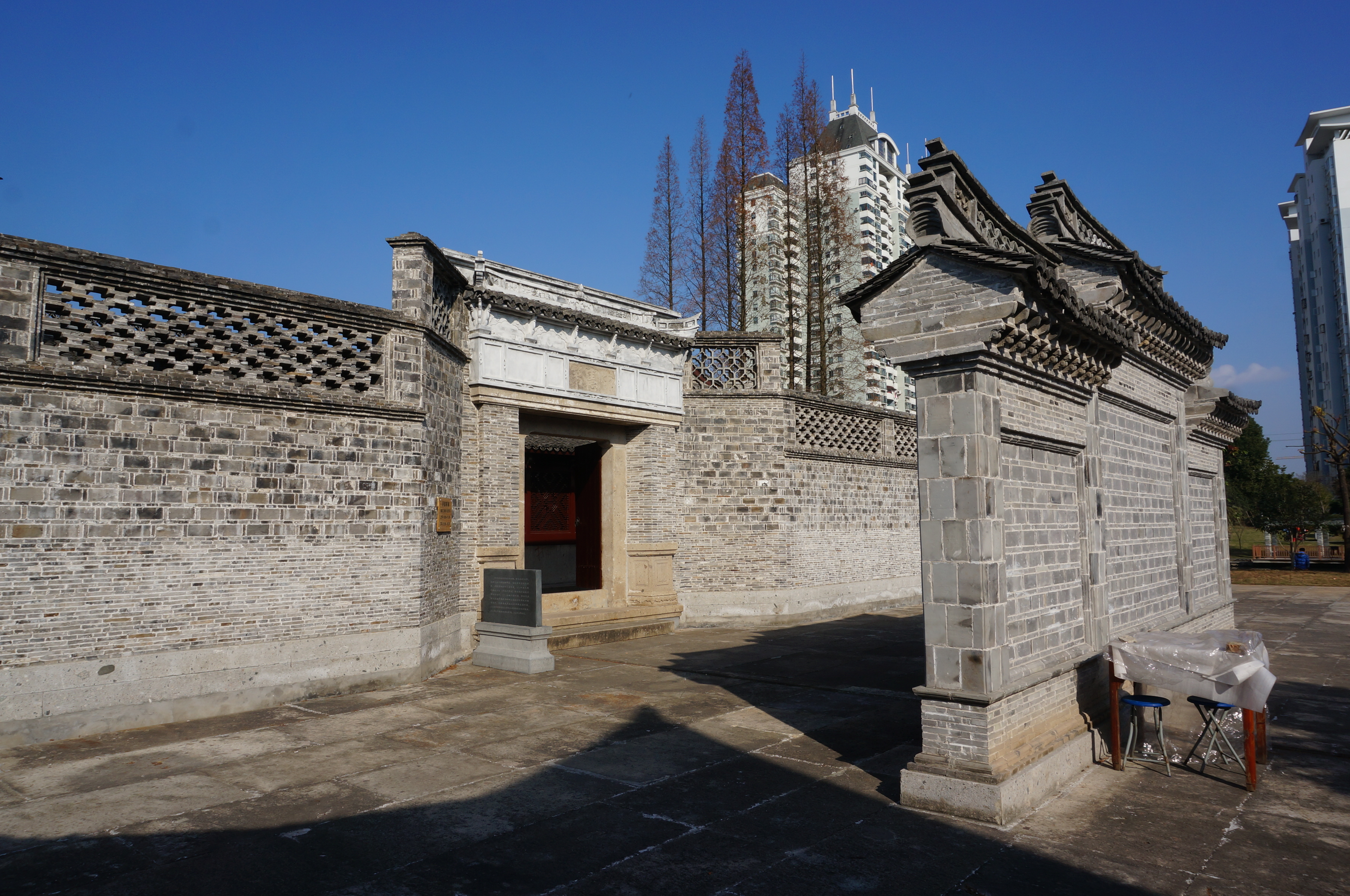
黄岩林元荣故居

林元荣，浙江省黄岩县（今台州市黄岩区）城关后巷人，清光绪二年举人，光绪八年任福建武平县知县，光绪十三年任福建长乐县知县，后升台北府基隆厅抚民理番同知。